# Garennes-sur-Eure
Garennes-sur-Eure este o comună în departamentul Eure, Franța. În 1 ianuarie 2022 avea o populație de 2.024 de locuitori.

## Personalități născute aici
- Louis Delasiauve (1804 - 1893), psihiatru.